# Rhoda Griffis
Rhoda Griffis (Raleigh, 9 gennaio 1965) è un'attrice statunitense.

## Filmografia

### Cinema
- Due sconosciuti, un destino (Love Field), regia di Jonathan Kaplan (1992)
- The Program, regia di David S. Ward (1993)
- Cobb, regia di Ron Shelton (1994)
- Qualcosa di cui... sparlare (Something to Talk About), regia di Lasse Hallström (1995)
- Mezzanotte nel giardino del bene e del male (Midnight in the Garden of Good and Evil), regia di Clint Eastwood (1997)
- Carrie 2 - La furia (The Rage: Carrie 2), regia di Katt Shea (1999)
- Chill Factor - Pericolo imminente (Chill Factor), regia di Hugh Johnson (1999)
- Effetto virus (Doomsday Man), regia di William R. Greenblatt (2000)
- A Good Baby, regia di Katherine Dieckmann (2000)
- Songcatcher, regia di Maggie Greenwald (2000)
- Road Trip, regia di Todd Phillips (2000)
- Rustin, regia di Rick Johnson (2001)
- Run Ronnie Run, regia di Troy Miller (2002)
- Vizi mortali (New Best Friend), regia di Zoe Clarke-Williams (2002)
- A Touch of Fate, regia di Rebecca Cook (2003)
- La giuria (Runaway Jury), regia di Gary Fleder (2003)
- No Witness, regia di Michael Valverde (2004)
- Bobby Jones - Genio del golf (Bobby Jones: Stroke of Genius), regia di Rowdy Herrington (2004) – non accreditata
- Our Very Own, regia di Cameron Watson (2005)
- Quando l'amore brucia l'anima - Walk the Line (Walk the Line), regia di James Mangold (2005)
- Dreamer - La strada per la vittoria (Dreamer: Inspired by a True Story), regia di John Gatins (2005)
- The Unseen, regia di Lisa France (2005)
- The Gospel, regia di Rob Hardy (2005)
- FBI: Operazione tata (Big Momma's House 2), regia di John Whitesell (2006)
- Broken Bridges, regia di Steven Goldmann (2006)
- We Are Marshall, regia di McG (2006)
- Chiamata senza risposta (One Missed Call), regia di Eric Valette (2008)
- The Pool Boys, regia di J.B. Rogers (2008)
- L'amore impossibile di Fisher Willow (The Loss of a Teardrop Diamond), regia di Jodie Markell (2008)
- Cheerleader Scandal (Fab Five: The Texas Cheerleader Scandal), regia di Tom McLoughlin (2008)
- Anno uno (Year One), regia di Harold Ramis (2009)
- The Blind Side, regia di John Lee Hancock (2009)
- Road Trip: Beer Pong, regia di Steve Rash (2009)
- Blood Done Sign My Name, regia di Jeb Stuart (2010)
- Hunger Games (The Hunger Games), regia di Gary Ross (2012)
- Che cosa aspettarsi quando si aspetta (What to Expect When You're Expecting), regia di Kirk Jones (2012)
- L'incredibile vita di Timothy Green (The Odd Life of Timothy Green), regia di Peter Hedges (2012)
- Flight, regia di Robert Zemeckis (2012)
- Parental Guidance, regia di Andy Fickman (2012)
- 42 - La vera storia di una leggenda americana (42), regia di Brian Helgeland (2013)
- Plus One (+1), regia di Dennis Iliadis (2013)
- Magic Mike XXL, regia di Gregory Jacobs (2015)
- 90 minuti in paradiso (90 Minutes in Paradise), regia di Michael Polish (2015)
- Il diritto di contare (Hidden Figures), regia di Theodore Melfi (2016)
- Il destino di un soldato (The Yellow Birds), regia di Alexandre Moors (2017)
- Guardiani della Galassia Vol. 2 (Guardians of the Galaxy Vol. 2), regia di James Gunn (2017)
- Giù le mani dalle nostre figlie (Blockers), regia di Kay Cannon (2018)
- La verità negata, regia di Edward Zwick (2018)
- Migliori nemici (The Best of Enemies), regia di Robin Bissell (2019)
- The Banker, regia di George Nolfi (2020)

### Televisione
- L'ispettore Tibbs (In the Heat of the Night) – serie TV, episodio 5x07 (1991)
- Il prezzo della verità (A Mother's Right: The Elizabeth Morgan Story), regia di Linda Otto – film TV (1992)
- La storia di Kitty (The Conviction of Kitty Dodds), regia di Michael Tuchner – film TV (1993)
- Vendetta per amore (A Family Torn Apart), regia di Craig R. Baxley – film TV (1993)
- Sogni infranti (Scattered Dreams), regia di Neema Barnette – film TV (1993)
- On Promised Land, regia di Joan Tewkesbury – film TV (1994)
- Una donna sola (One of Her Own), regia di Armand Mastroianni – film TV (1994)
- Matlock – serie TV, episodi 8x16-9x04 (1994)
- Big Dreams & Broken Hearts: The Dottie West Story, regia di Bill D'Elia – film TV (1995)
- Legami di sangue (The Sister-in-Law), regia di Noel Nosseck – film TV (1995)
- Le stagioni dell'odio (A Season in Purgatory), regia di David Greene – film TV (1996)
- Una moglie non si arrende (To Love, Honor, and Deceive), regia di Michael W. Watkins – film TV (1996)
- Close to Danger, regia di Neema Barnette – film TV (1997)
- Perfect Crime, regia di Robert Michael Lewis – film TV (1997)
- Dalla Terra alla Luna (From the Earth to the Moon) – miniserie TV, episodio 1x02 (1998)
- Mama Flora's Family – miniserie TV, 2 episodi (1998)
- The Tempest, regia di Jack Bender – film TV (1998)
- Dawson's Creek – serie TV, episodi 2x16-2x20 (1999)
- The Hunley, regia di John Gray – film TV (1999)
- The Price of a Broken Heart, regia di Paul Shapiro – film TV (1999)
- Jo, regia di Mike Newell – film TV (2002)
- Il medaglione (The Locket), regia di Karen Arthur – film TV (2002)
- One Tree Hill – serie TV, episodio 1x03 (2003)
- The Madam's Family: The Truth About the Canal Street Brothel, regia di Ron Lagomarsino – film TV (2004)
- Nemiche (Odd Girl Out), regia di Tom McLoughlin – film TV (2005)
- Palmetto Pointe – serie TV, episodio 1x03 (2005)
- Un bianco Natale a Beverly Hills (Snow Wonder), regia di Peter Werner – film TV (2005)
- Surface - Mistero dagli abissi (Surface) – serie TV, episodio 1x13 (2006)
- For One Night, regia di Ernest Dickerson – film TV (2006)
- Girl, Positive, regia di Peter Werner – film TV (2007)
- Army Wives - Conflitti del cuore (Army Wives) – serie TV, 11 episodi (2007-2010)
- K-Ville – serie TV, episodio 1x02 (2007)
- Living Proof - La ricerca di una vita (Living Proof), regia di Dan Ireland – film TV (2008)
- Il mio finto fidanzato (My Fake Fiance), regia di Gil Junger – film TV (2009)
- Drop Dead Diva – serie TV, 10 episodi (2009-2014)
- Memphis Beat – serie TV, episodio 1x03 (2010)
- Mean Girls 2, regia di Melanie Mayron – film TV (2011)
- Nashville – serie TV, episodio 1x14 (2013)
- Satisfaction – serie TV, 6 episodi (2014)
- Mindhunter – serie TV, episodio 1x10 (2017)
- Fear the Walking Dead – serie TV, 4 episodi (2018)

## Doppiatrici italiane
Nelle versioni in italiano delle opere in cui ha recitato, Rhoda Griffis è stata doppiata da:
- Chiara Salerno in Army Wives - Conflitti del cuore
- Antonella Rinaldi in Memphis Beat
- Alessandra Cassioli in Magic Mike XXL
- Anna Cesareni in Trial By Fire
- Beatrice Margiotti in Fear the Walking Dead
- Giò Giò Rapattoni in Ozark